# NGC 5221
NGC 5221 (другие обозначения — UGC 8559, ARP 288, MCG 2-35-6, 8ZW 325, ZWG 73.40, VV 315, PGC 47869) — спиральная галактика (Sb) в созвездии Дева.
Этот объект входит в число перечисленных в оригинальной редакции «Нового общего каталога».